# Rosport
Rosport (lb. Rouspert) – wieś (Uertschaft) we wschodnim Luksemburgu, w kantonie Echternach, w gminie Rosport-Mompach. Do 3 października 2015 miejscowość leżała w dystrykcie Grevenmacher. Wieś zamieszkuje 890 osób (1 stycznia 2023). Do 31 grudnia 2017 samodzielna gmina.
W Rosport ma swoją siedzibę klub piłkarski Victoria Rosport, grający w pierwszej lidze luksemburskiej.